# 香川県道171号国分寺太田上町線
香川県道171号国分寺太田上町線（かがわけんどう171ごう こくぶんじおおたかみまちせん）は、香川県高松市を通る一般県道である。

## 概要
2004年（平成16年）10月22日の平成16年台風第23号で、本津川にかかる香綾橋が崩壊したため、同橋梁前後が通行止めとなっていたが、2007年（平成19年）1月29日にようやく復旧した。これに伴い、2005年（平成17年）10月に開通した国道11号への応急連絡路は閉鎖された。
高松市御厩町・檀紙町に属する区間は道幅が狭い部分があり、大型貨物車は国道11号交点から檀紙南交差点まで、国分寺から太田方向への通行ができない。
高松市街地形成外環状線で唯一事業化されていなかった都市計画道路成合六条線の国道193号 - 国道32号間は、本路線のパイパスとして2024年に事業化された。

### 路線データ
- 起点：香川県高松市国分寺町新居（国分寺町新居交差点、香川県道33号高松善通寺線交点）
- 終点：香川県高松市太田上町（太田上町交差点、香川県道147号太田上町志度線起点、香川県道280号高松香川線交点）
- 総延長：6.329 km

## 路線状況

### 重複区間
- 国道11号（高松市御厩町・御厩西交差点 - 高松市御厩町）

## 地理

### 通過する自治体
- 高松市

### 交差する道路
| 交差する道路                                        | 交差する場所 | 交差する場所              |
| --------------------------------------------------- | ------------ | ------------------------- |
| 香川県道33号高松善通寺線                            | 国分寺町新居 | 国分寺町新居交差点 / 起点 |
| 国道11号 重複区間起点                               | 御厩町       | 御厩西交差点              |
| 国道11号 重複区間起点                               | 御厩町       |                           |
| 香川県道177号円座香西線                             | 御厩町       |                           |
| 香川県道178号山崎御厩線                             | 檀紙町       | 高松市檀紙町交差点        |
| 香川県道269号塩江香川高松自転車道線                 | 檀紙町       |                           |
| 香川県道282号高松琴平線                             | 勅使町       | 高松市勅使町交差点        |
| 国道32号                                            | 勅使町       | 田中東交差点              |
| 香川県道172号川東高松線                             | 鹿角町       | 鹿角町交差点              |
| 国道193号 国道492号 重複                            | 鹿角町       | 鹿角町交差点              |
| 香川県道147号太田上町志度線 香川県道280号高松香川線 | 太田上町     | 太田上町交差点 / 終点     |

### 交差する鉄道
- 予讃線

### 沿線
- 高松市西部運動センター